# Grønthandel
En Grønthandel er en detailbutik, der handler med frugt og grønt.
Varerne indkøbes tidligt om morgenen på engrosmarkeder i de større byer, som f.eks. Grønttorvet i København og fragtes herfra til butikken. Der er en stor konkurrence fra supermarkederne, der sælger de samme varer. I større byer findes der også stadepladser, hvorfra grønthandlere råber deres tilbud til de forbipasserende.
| Erhverv og erhvervsliv | Spire Denne artikel om erhverv, erhvervsliv og arbejdsmarked er en spire som bør udbygges. Du er velkommen til at hjælpe Wikipedia ved at udvide den. |